# Teatr ludowy (amatorski)
Teatr ludowy – amatorski teatr wiejski.

## Teatr ludowy w Polsce
Teatr ludowy w Polsce rozwijał się od połowy XIX w., a jego szczególny rozkwit miał miejsce na przełomie XIX i XX w. Pierwszą organizacja zrzeszającą tego rodzaju zespoły był powstały w 1907 r. Związek Teatrów i Chórów Włościańskich we Lwowie, później przekształcony w Związek Teatrów Ludowych (1919). Związek pomagał zespołom ludowym działającym na wsiach, w szkołach i wśród żołnierzy, organizując kursy, udostępniając rekwizyty, dekoracje. Od 1920 wydawał pismo „Teatr Ludowy”. W 1929 roku Jędrzej Cierniak założył Instytut Teatrów Ludowych w Warszawie. 
W latach 20. XX w. na wsi dochodzi do największego rozkwitu teatru, powstaje ponad 10 tysięcy zespołów, prezentujących się przy każdej nadarzającej się okazji, jak: okoliczności państwowe, rocznice, święta, itd. Po II wojnie światowej w miastach również dochodzi do rozkwitu teatru ludowego. Powstają zespoły przy parafiach i partiach robotniczych. PRL upowszechnia ten rodzaj teatru, popiera i dofinansowuje, ale jest odgórnie kontrolowany. Z czasem zlikwidowano wszystkie niezależne amatorskie zespoły istniejące przed wojną, które wystawiały spektakle niezgodne z linią Partii. Zmienia się to po śmierci Stalina w 1956 roku. W 1962 roku zawiązuje się Związek Teatrów Amatorskich, a w 1972 przejmuje go Towarzystwo Kultury Teatralnej, które działa na bazie Instytutu Teatrów Ludowych z 1919 roku. Pod koniec XX wieku teatry amatorskie przenoszą się w budynki regionalnych domów kultury działające pod skrzydłami dyrektorów owych ośrodków, choć zdarzają się przypadki niezależnej działalności teatrów amatorskich w żaden sposób z nikim niezwiązanym.